# 八千代郵便局 (千葉県)
八千代郵便局（やちよゆうびんきょく）は千葉県八千代市ゆりのき台にある郵便局である。民営化前の分類では集配普通郵便局であった。

## 概要
住所：〒276-8799　千葉県八千代市ゆりのき台1-1-1

### 併設施設
- ゆうちょ銀行八千代店（さいたま支店八千代出張所）：取扱店番号050570

### 作業所
- 高津団地郵便集配作業所 - 住所：〒276-0046 千葉県八千代市高津団地1-16（八千代高津郵便局に併設）
- 米本団地郵便集配作業所 - 住所：〒276-0014 千葉県八千代市米本2211-10（八千代米本郵便局に併設）
- 村上団地郵便集配作業所 - 住所：〒276-0028 千葉県八千代市村上1113-1 村上団地1-42（八千代村上郵便局に併設）

## 沿革
- 1872年8月4日（明治5年7月1日） - 大和田郵便取扱所として開設[1]。
- 1875年（明治8年）1月1日 - 大和田郵便局（五等）となる[1]。
- 1885年（明治18年）10月1日 - 貯金取扱を開始[1]。
- 1890年（明治23年）7月16日 - 為替取扱を開始[1]。
- 1954年（昭和29年）4月1日 - 八千代郵便局に改称[2]。
- 1963年（昭和38年）3月10日 - 電話交換および和文電報配達事務の取扱を八千代電報電話局に移管。
- 1964年（昭和39年）10月5日 - 千葉郡八千代町萱田町から同町稲荷山に移転。
- 1966年（昭和41年）4月16日 - 特定郵便局から普通郵便局に局種別改定。
- 1996年（平成8年）5月13日 - 八千代市大和田から、同市ゆりのき台一丁目に局舎を新築、移転。同日、旧局舎付近に無集配特定郵便局である八千代大和田郵便局を開局。
- 1998年（平成10年）9月1日 - 外国通貨の両替および旅行小切手の売買に関する業務取扱を開始。
- 2007年（平成19年）10月1日 - 民営化に伴い、併設された郵便事業八千代支店、ゆうちょ銀行八千代店に一部業務を移管。
- 2012年（平成24年）10月1日 - 日本郵便株式会社発足に伴い、郵便事業八千代支店を八千代郵便局に統合。

## 取扱内容

### 八千代郵便局
- 郵便、印紙、ゆうパック、内容証明
- 生命保険、バイク自賠責保険、自動車保険、がん保険
- 八千代市内全域（〒276-xxxx）の集配業務
- ゆうゆう窓口

### ゆうちょ銀行八千代店
- 貯金、貸付、為替、振替、振込、国際送金、外貨両替、トラベラーズチェック、国債、投資信託、変額年金保険、スルガ銀行の個人ローンの申込
- ATM

## 周辺
- 八千代市役所
- 八千代総合運動公園
- 八千代工業団地
- 東京女子医科大学八千代医療センター
- 新川

## アクセス
- 東葉高速線 八千代中央駅から徒歩約1分
- 八千代市公共施設循環バス（ぐるっと号） 八千代郵便局停留所、もしくは東洋バス 八千代中央駅停留所下車
- 東関東自動車道 千葉北ICから北へ約7.5km
- 駐車場あり：13台